# Comté de Covington (Alabama)
Pour les articles homonymes, voir Comté de Covington.
Le comté de Covington est un comté des États-Unis, situé dans l'État de l'Alabama.

## Géographie

### Principales routes
- U.S. Route 29
- U.S. Route 84
- U.S. Route 331
- State Route 54
- State Route 55

### Comtés limitrophes
| Comté de Conecuh           | Comté de Butler, Comté de Crenshaw                    | Comté de Coffee           |
| Comté d'Escambia           | Comté de Covington                                    | Comté de Geneva           |
| Comté d'Okaloosa (Floride) | Comté d'Okaloosa (Floride), Comté de Walton (Floride) | Comté de Walton (Floride) |

## Démographie
| 1830  | 1840  | 1850  | 1860  | 1870  | 1880  |
| ----- | ----- | ----- | ----- | ----- | ----- |
| 1 522 | 2 435 | 3 645 | 6 469 | 4 868 | 5 639 |

| 1890  | 1900   | 1910   | 1920   | 1930   | 1940   |
| ----- | ------ | ------ | ------ | ------ | ------ |
| 7 536 | 15 346 | 32 124 | 38 103 | 41 356 | 42 417 |

| 1950   | 1960   | 1970   | 1980   | 1990   | 2000   |
| ------ | ------ | ------ | ------ | ------ | ------ |
| 40 373 | 35 631 | 34 079 | 36 850 | 36 478 | 37 631 |

| 2010   | - | - | - | - | - |
| ------ | - | - | - | - | - |
| 37 765 | - | - | - | - | - |